# Sine Mora
Sine Mora ist ein seitlich scrollendes Shoot ’em up von Digital Reality und Grasshopper Manufacture aus dem Jahr 2012. Es erschien zunächst für Xbox 360, wurde dann aber auch für PlayStation 3, PlayStation Vita, Windows, iOS und Android portiert. 2017 kam über den neuen Rechteinhaber THQ Nordic eine erweiterte Fassung namens Sine Mora EX für Nintendo Switch, PlayStation 4, Windows und Xbox One.

## Beschreibung
Der Spieler steuert ein Flugzeug durch seitlich scrollende Level in einer von Dieselpunk inspirierten Spielwelt. Es gilt zahlreiche Gegner abzuschießen, die aufsammelbare Verbesserungen (Power-ups) hinterlassen. Es gibt dabei einen einfacheren Story-Modus und einen fordernden Arcade-Modus, in dem das Sammeln von Punkten für den Highscore im Vordergrund steht. Für jedes Level gibt es eine Zeitbegrenzung in Form eines Countdowns. Erreicht dieser Null, gilt der Level als nicht bestanden. Bei Treffern verliert der Spieler nicht – wie im Genre meist üblich – Leben oder Lebensenergie, sondern etwas von seiner Restzeit sowie seine Sonderausrüstung. Mit Abschüssen wiederum kann er sein Zeitkontingent erhöhen.
Sine Mora war ein Gemeinschaftsprojekt des ungarischen Entwicklers Digital Reality mit dem japanischen Entwicklerstudio Grasshopper Manufacture. Die Japaner zeichneten für das audiovisuelle Erscheinungsbild des Spiels verantwortlich, was das Concept Art, das Sounddesign und den Soundtrack von Akira Yamaoka umfasste. Digital Reality übernahm das Game und Story Design, das 3D-Modelling und die Programmierung. Das Spiel sollte ausdrücklich Neueinsteiger und Genrefans gleichermaßen ansprechen. Spielerische Vorbilder waren die Titel Battle Garegga und Einhänder. Im Februar 2016 erwarb der schwedische Publisher Nordic Games die Rechte an mehreren Spielen von Digital Reality, darunter auch Sine Mora. 2017 kündigte dessen Tochterunternehmen THQ Nordic die Veröffentlichung einer erweiterten Fassung als Sine Mora EX an. Erweitert wurde das Spiel um einen neuen Koop-Modus, Herausforderungslevel, englische Sprachausgabe und einen 16:9-Bildmodus.

## Rezeption
Das Spiel erhielt mehrheitlich positive Kritiken.

„Ich hätte nicht gedacht, dass jemand einen derart hübschen Horizontal-Shooter auf die Beine stellt. Die abwechslungsreichen Luftschiffe, rauchenden Metallstädte und weiten Naturpanoramen beeindrucken nicht nur durch starke Technik, sondern sind auch unheimlich stilsicher gestaltet. Das clevere Zeit-System bringt viel Dynamik ins klassische Genre und auch die Kämpfe gegen gigantische Bosse rocken!“

„Die Neuauflage des knackigen Shoot’em-Ups fordert und macht Laune, die hinzugefügten Extras sind aber vernachlässigbar.“